# Anacroneuria latissima
Anacroneuria latissima är en bäcksländeart som beskrevs av František Klapálek 1921. Anacroneuria latissima ingår i släktet Anacroneuria och familjen jättebäcksländor. Inga underarter finns listade i Catalogue of Life.